# Jean Jacques Liébert
Pour les articles homonymes, voir Liébert.
Jean-Jacques Liébert, baron de Nitray, né à Liesse-Notre-Dame le 8 août 1758 et mort au château de Nitray à Athée-sur-Cher (Indre-et-Loire) le 7 décembre 1814, est un général français de la Révolution et de l’Empire.

## Biographie
Jean-Jeacques Liébert est fils de Pierre Liébert, fourrier au régiment d'artillerie de Metz, et de Marie-Marguerite Durieux. Il devient enfant de troupe au régiment d'artillerie de Metz en 1771. Il s'engage au 2e régiment d'artillerie de Metz en 1774, est nommé premier canonnier en 1777, sergent en 1780, il participe à la bataille de Yorktown et sert en mer entre 1782 et 1783. Sergent-major en 1787, il est détaché à Naples jusqu'en 1791. Liebert est promu adjudant le 6 février 1792, lieutenant en premier le 15 juin 1792, chevalier de l'ordre de Saint-Louis le 31 août 1792, adjudant major au 2e régiment d'artillerie à pied le 16 octobre 1792 et sert dans l'armée du Rhin de 1792 à 1793.
Il passe capitaine en second en août 1793, capitaine de la 10e compagnie d'artillerie à cheval au mois de septembre, général de brigade à l'armée du Rhin le 1er octobre 1793 et général de division le 9 pluviôse an II (28 janvier 1794).
Il est nommé chef d'état-major de l'armée du Nord en janvier 1795, puis de l'armée de Rhin-et-Moselle en mars 1795, et repasse à l'armée du Nord en mars 1796. Commandant des 1re et 16e divisions militaires le 4 avril 1796, il est admis au traitement de réforme le 7 septembre 1797, et est nommé commandant en chef de la 22e division militaire à Tours le 19 mars 1800, de la 12e division militaire le 30 août 1803, puis à nouveau de la 22e le 3 octobre suivant.
Il est arrêté comme complice du Général Moreau et admis à la retraite le 16 février 1804. Réintégré, il est nommé au quartier général de la Grande Armée le 4 novembre 1806, gouverneur de Posen en janvier 1807, gouverneur de la Poméranie suédoise le 8 mars 1809, puis gouverneur de Stettin chargé de la garde de la famille royale de Prusse en 1810.
Rappelé en France le 4 janvier 1810, il est créé baron de Nitray et de l'Empire par lettres patentes données à Saint-Cloud le 2 mai 1811, sert à nouveau au quartier général de la Grande Armée le 12 octobre 1812 et définitivement admis à la retraite en raison de ses infirmités le 15 mai 1813.

## Vie familiale
Il épouse le 5 juin 1794 Henriette-Pauline-Anne Bidet de Juzancourt, née à Montmédy le 24 novembre 1774 et morte à Tours le 29 octobre 1859, fille de Philippe-Rémy-Nicolas-Bidet, seigneur de Juzancourt, colonel du Génie, et de Marie-Anne-Josèphe-Rosalie de Busnel. Propriétaire du château de Nitray (Indre-et-Loire), ils ont 5 enfants :
- Rosalie-Poline-Annette, mariée à Alexandre Reverdy (1786-1851), chef d'escadron, colonel commandant de Gendarmerie d'Indre-et-Loire, commandeur de la Légion d'honneur ;
- Adèle-Jeanne-Julie, mariée au comte Alexis-Jacques-Louis-Marie Lhomme de La Pinsonnière (1788-1869), Pair de France ;
- Charles-Henri, marié à Pauline Bidault, fille de Noël André Bidault, notaire impérial puis royal à Tours ;
  - Anne Marie, épouse du marquis Arthur de Quinemont (1808-1883), diplomate et homme politique ;
- Édouard-René-Isidore ;
- Eugénie, mariée à Adolphe Doumet, marquis de Siblas.